# Arsenio Erico

Arsenio Pastor Erico Martínez (Assunção, 30 de março de 1915 – Buenos Aires, 23 de julho de 1977) foi um futebolista paraguaio. É, até hoje, o maior artilheiro da história do campeonato argentino, com 296 gols e, também, considerado o melhor jogador paraguaio de todos os tempos.

## Clubes

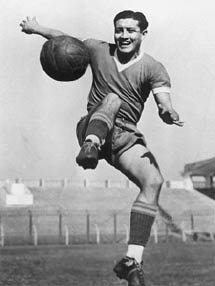
Erico em ação pelo Independiente, clube onde marcou 336 em 398 partidas.

| Ano   | Partidas | Gols | Equipe        |
| ----- | -------- | ---- | ------------- |
| 1930  | -        | -    | Nacional      |
| 1931  | -        | -    | Nacional      |
| 1932  | -        | -    | Nacional      |
| 1933  | -        | -    | Nacional      |
| 1934  | 21       | 12   | Independiente |
| 1935  | 18       | 22   | Independiente |
| 1936  | 26       | 21   | Independiente |
| 1937  | 34       | 47   | Independiente |
| 1938  | 30       | 43   | Independiente |
| 1939  | 32       | 40   | Independiente |
| 1940  | 30       | 29   | Independiente |
| 1941  | 27       | 26   | Independiente |
| 1942  | 3        | 0    | Independiente |
| 1943  | 29       | 17   | Independiente |
| 1944  | 26       | 12   | Independiente |
| 1945  | 30       | 20   | Independiente |
| 1946  | 19       | 4    | Independiente |
| 1947  | 7        | 0    | Huracán       |
| 1949  | 9        | 5    | Nacional      |
| Total | 342      | 302  | -             |

## Títulos
Independiente
- Campeonato Argentino: 1938 e 1939
- Copa Dr. Carlos Ibarguren: 1938 e 1939
- Copa Escobar: 1939
- Copa Aldao: 1938 e 1939

## Galeria de imagens

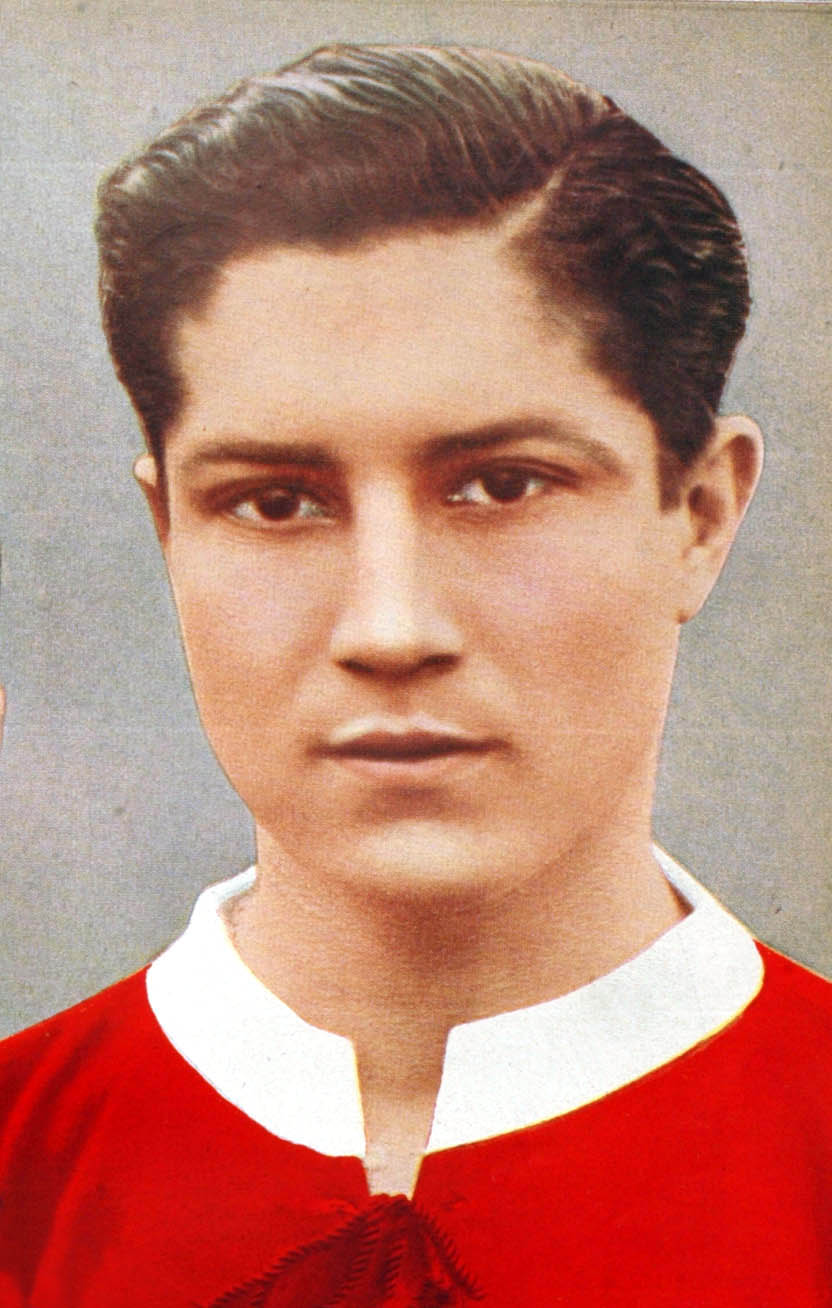
Revista El Gráfico de 1934, com Arsenio Erico na capa.
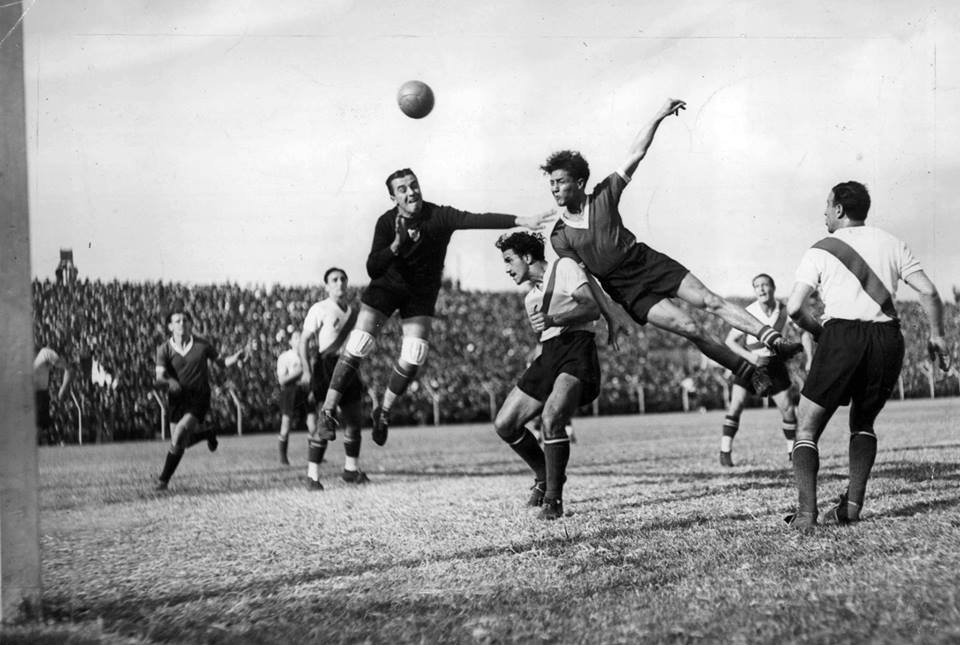
Cabeçada de Arsenio Erico durante partida entre Independiente e River Plate, em 1935.
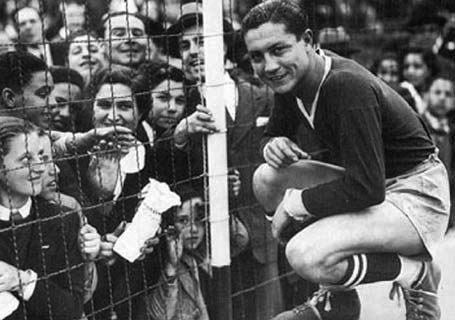
O atacante posa com um grupo de torcedoras em 1939.